# Усадьба А. И. Башкировой (середина XIX — начало XX вв.)
Усадьба А. И. Башкировой — архитектурный ансамбль в историческом центре Нижнего Новгорода. Главный дом построен в 1840-е — 1882 года. Ансамбль завершён к началу XX века. Автор проекта главного дома — архитектор Н. Б. Фельдт.
Ансамбль состоит из трёх строений: главного дома, флигеля и кирпичной ограды. Исторические здания сегодня — объекты культурного наследия Российской Федерации.
Лепной декор здания главного дома в настоящее время скрыт под досками. Сохранились богатые интерьеры периода нижегородской эклектики.

## История
Будущая усадьба расположена на территории, которая вошла в состав исторической части Нижнего Новгорода, по улице Большой Печёрской. Участок, на котором расположены постройки усадьбы, был застроен уже в 1820-х годах. На фиксационном плане города 1848—1853 годов указан деревянный дом, выходивший на красную линию улицы, в глубине участка — хозяйственные постройки.
В начале 1870-х годов владелицей усадьбы стала А. И. Башкирова, супруга Я. Е. Башкирова, представителя одной из самых богатых купеческих династий Нижнего Новгорода. В оценочной ведомости 1874 года главный дом описан, как «деревянный, на каменном фундаменте, с подвальным этажом в 7 окон по лицу». В 1878 году здание было расширено до границы соседнего участка, его восточная стена стала брандмауэром, а количество окон по фасаду увеличилось до девяти.
В 1882 году дом усадьбы был кардинально перестроен по проекту архитектора Н. Б. Фельдта: была сделана новая планировка, фасад покрыт лепным насыщенным декором, что сделало внешний вид здания богаче и представительнее.
В 1918 году усадьба была экспроприирована, главный дом отдан под квартиры, в результате чего произошла частичная перепланировка внутренних помещений.

## Архитектура
Главный дом усадьбы маркирует красную линию Большой Печерской улицы. Первоначально фасады решены в духе эклектики. Само здание деревянное, одноэтажное с подвалом, имеет в южной части антресольный этаж. Состоит из трёх разных объёмов: основного деревянного, входного каменного тамбура с лестничной клеткой, а также небольшой пристройки, позади которой расположен вход в подвал. К зданию примыкает кирпичная оштукатуренная ограда с декоративным оформлением в духе эклектики. С южной стороны по восточной границе участка к дому пристроен каменный флигель.
Главный дом имеет протяжённый фасад, украшенный аттиками с круглыми слуховыми окнами и лучковыми завершениями на флангах (один утрачен) и центральным круглым слуховым окном, имеющим барочные формы и лучковое «с плечиками» завершение. Первоначально фасады были оштукатурены и имели пышное лепное убранство, которое позже было скрыто досками.
Первоначальная планировка дома была анфиладной. В тамбуре сохранилась парадная деревянная лестница с фигурными балясинами ограждений.
Отличительной чертой главного дома усадьбы являются почти полностью сохранившиеся богатые интерьеры периода нижегородской эклектики. Парадные помещения украшены тянутыми филенчатыми фризами с лепными кронштейнами по периметру потолков, лепными центральными и угловым розетками с растительными орнаментами, лепными рамами на стенах. В задних жилых помещениях, коридоре и тамбуре сохранился более скромный декор: тянутые потолочные карнизы, небольшие лепные розетки, лепной настенный декор. Сохранились изразцовые и кафельные печи (с рельефными цветными и белыми поливными изразцами и фурнитурой), филенчатые двери с наличниками, паркетные полы.
Флигель усадьбы представляет собой протяжённое двухэтажное здание на цокольном этаже, с оштукатуренными стенами. Главный фасад имеет скромное убранство, а в его архитектуре прослеживаются черты модерна.

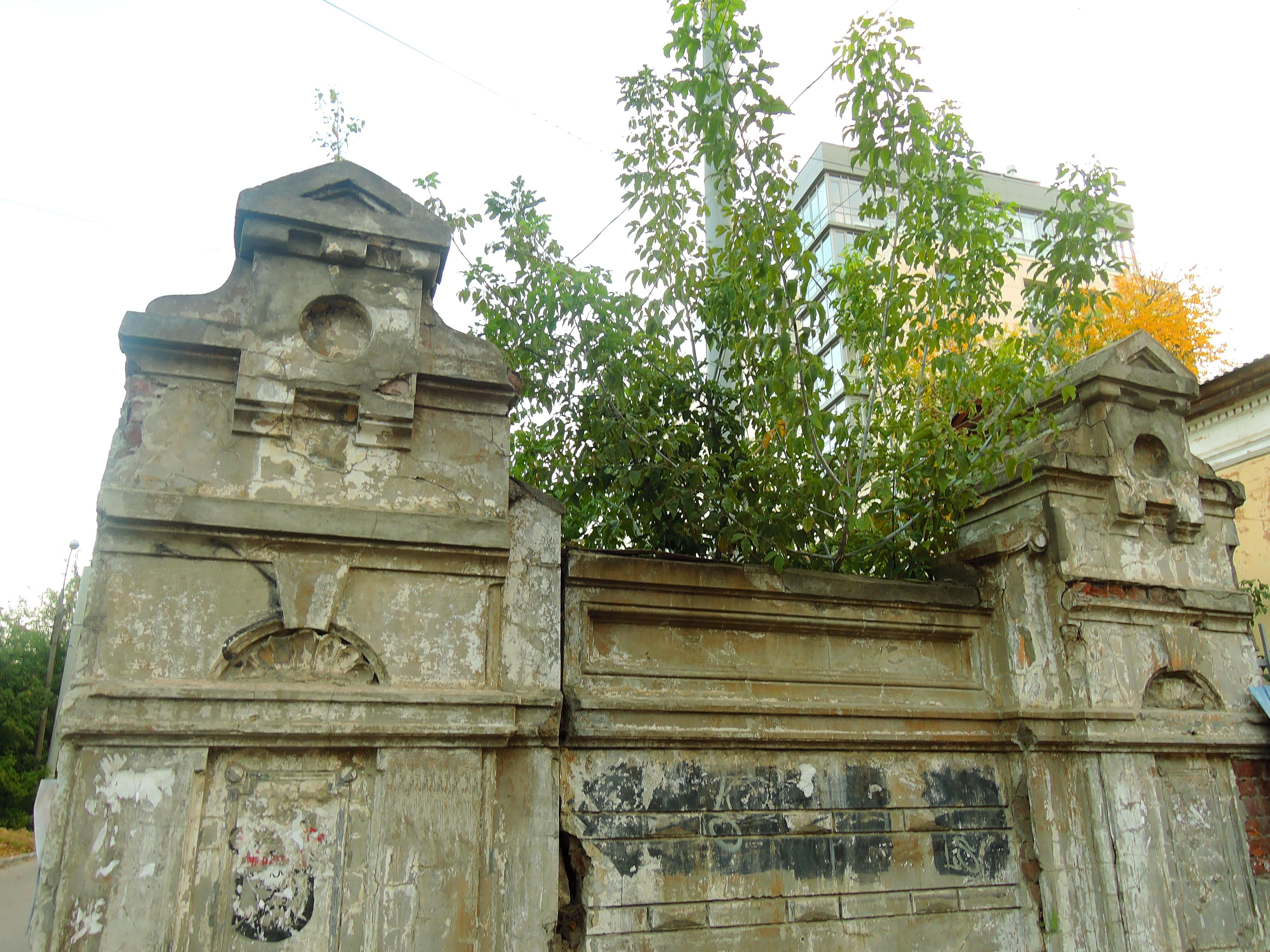
Каменная ограда усадьбы в формах эклектики.
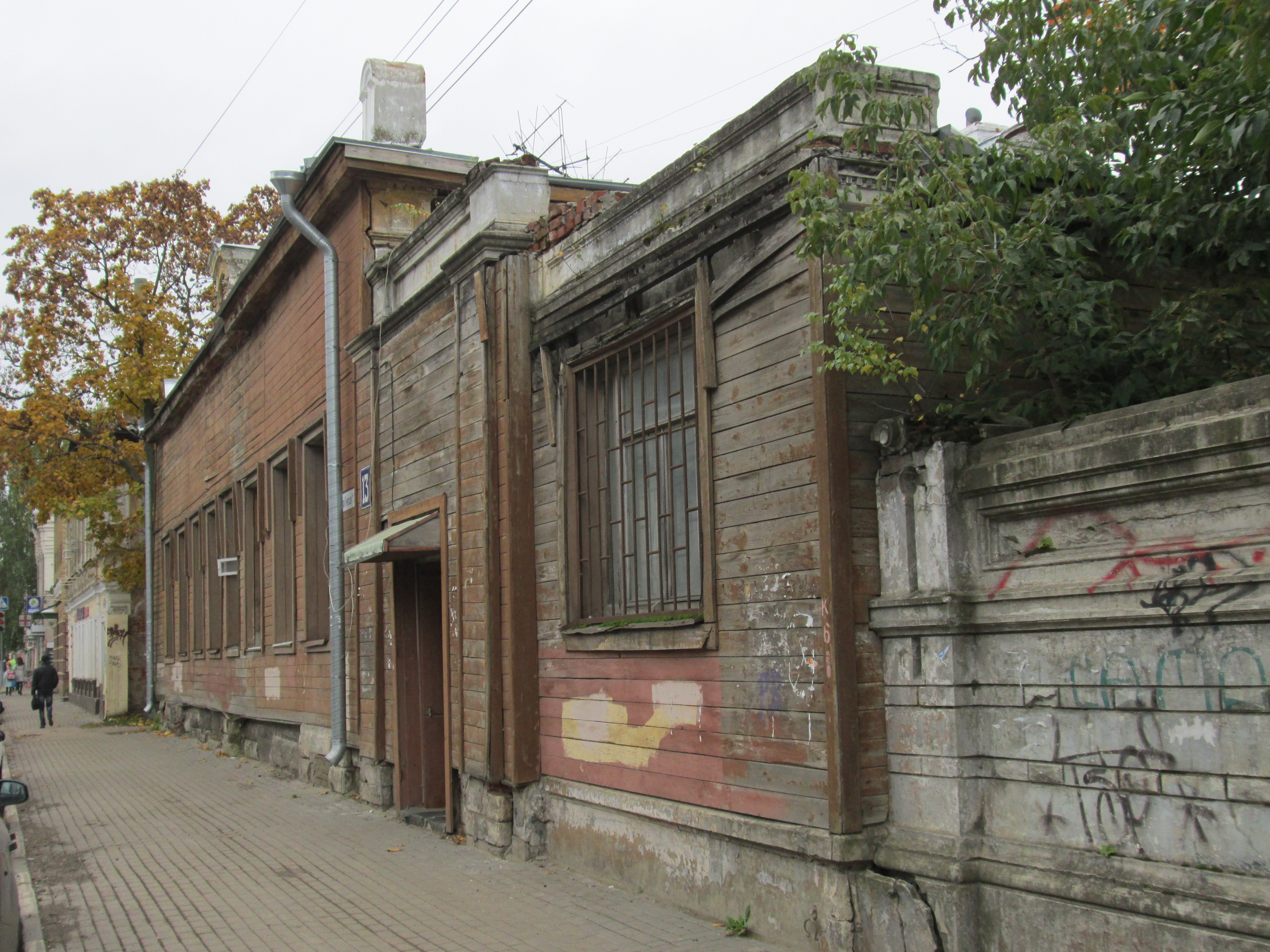
Тамбур и фасад главного дома.
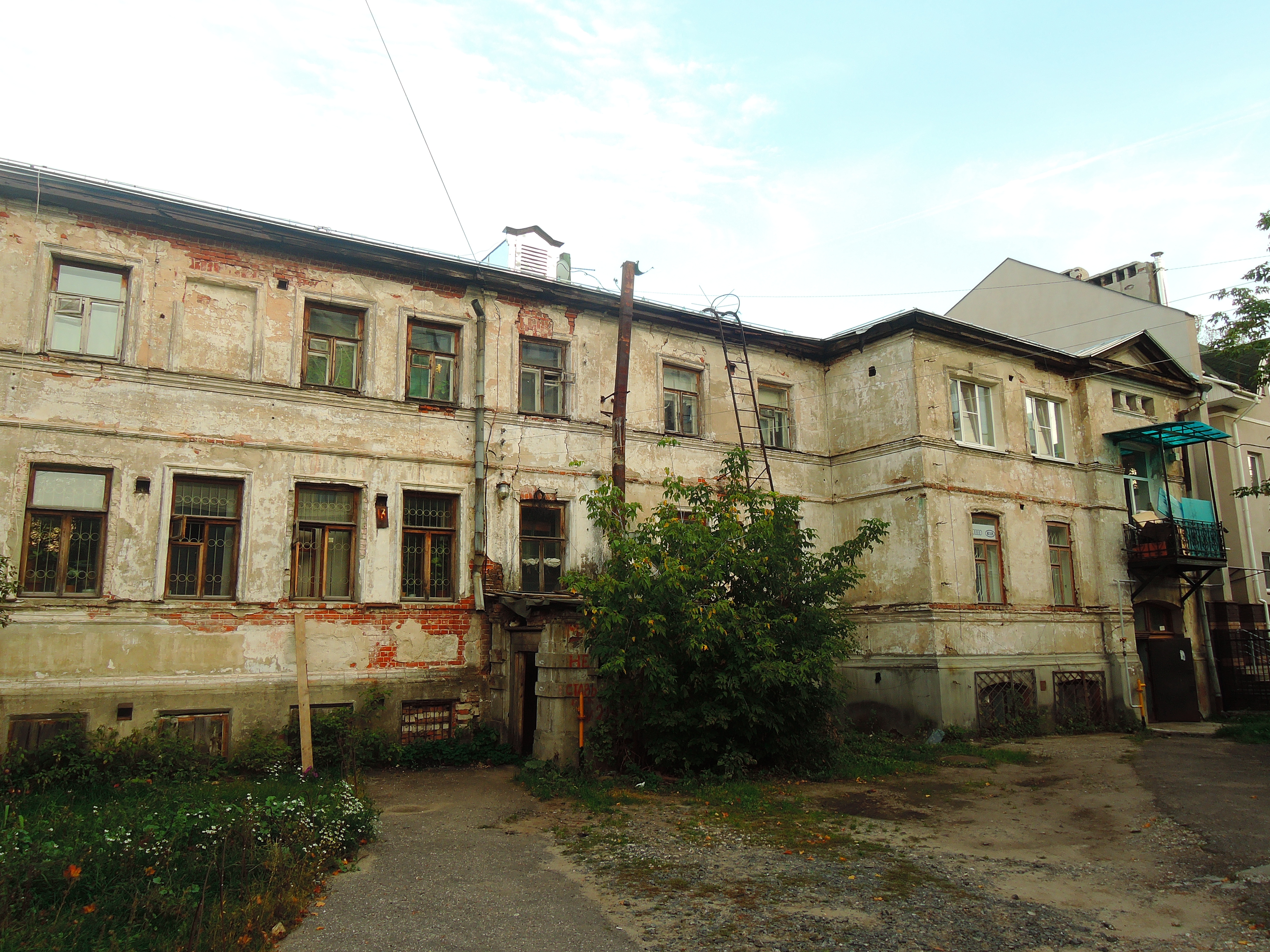
Каменный флигель.